# ШВАК (гармата)
ШВАК (рос. Шпитальный-Владимиров Авиационный Крупнокалиберный) — перша радянська авіаційна малокаліберна автоматична гармата калібра 20 мм.

## Історія створення
Полігонні випробування кулемета ШВАК показали, що завдяки великому запасу міцності його калібр може бути збільшений до 20 мм без зміни габаритів рухомої системи шляхом заміни ствола. Після чого була розроблена 20 мм гармата. Але було не ясно, як вона поведеться в повітрі, і як її установка позначиться на льотно-тактичних характеристиках літака. Випробування були проведені В. П. Чкаловим на одномісному винищувачі І-16 і були визнані успішними. По закінченні випробувань, в 1936 була випущена перша партія 20-мм гармати ШВАК, що поклало початок інтенсивному розвитку цього виду озброєння.

## Конструкція
По конструкції 20-мм гармати ШВАК була схожа з 12,7-мм однойменним кулеметом. Відмінність була лише в діаметрі каналу ствола. Живлення гармати — стрічкове, перезаряджання — пневматичне або механічне.
20-мм гармати ШВАК випускалася у варіантах:
- криловому
- турельному
- і мотор-гармата.

Мотор-гармата відрізнялася більшою довжиною, наявністю амортизатора і рядом інших змін.
| Типові характеристики       | Типові характеристики | Типові характеристики | Типові характеристики |
| --------------------------- | --------------------- | --------------------- | --------------------- |
|                             |                       |                       |                       |
| Варіанти установки          | криловий              | турельний             | мотор-гармата         |
| Довжина                     | 1679 мм.              | 1726 мм.              | 2122 мм.              |
| Вага                        | 40 кг                 | 42 кг                 | 44,5 кг               |
| Довжина ходу рухомих частин | 185 мм.               | 185 мм.               | 185 мм.               |
| Темп стрільби               | 700-800 постр./мін.   | 700-800 постр./мін.   | 700-800 постр./мін.   |
| Початкова швидкість снаряда | 815 м/c               | 815 м/c               | 815 м/c               |
| Патрон 20x99R               |                       |                       |                       |
| Тип                         | Тип                   | ОЗ                    | БЗ                    |
| Маса(р.)                    | Маса(р.)              | 96                    | 96,6                  |
| Довжина(клб.)               | Довжина(клб.)         | 2,4                   | 3,1                   |

## Боєкомплект

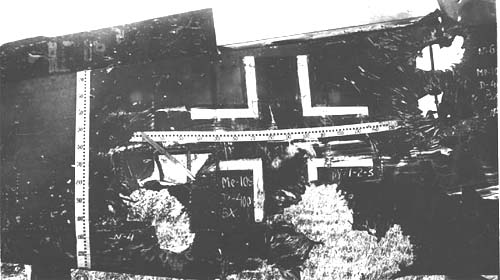
Крило німецького літака Bf.109 після влучень 20-мм снарядів ШВАК

Спочатку у боєкомплект гармати входили осколково-запалювальні та бронебійно-запалювальні снаряди. У 20-мм патронах до гармати ШВАК застосована латунна гільза циліндричної форми з закраїною в донній частині, яка виступає за тіло гільзи. Витяг такої гільзи після пострілу був утрудненим, так як він починався при деякому залишковому тиску порохових газів в каналі ствола, коли стінки гільзи були притиснуті до стінок патронника. З цієї причини траплялися поперечні розриви гільзи і обриви закраїн. А це в свою чергу призводило до втикання чергового патрона і до припинення автоматичної стрільби.
20-мм патрони, що в той період застосовувалися у наземній артилерії, комплектували високочутливим головним детонатором миттєвої дії беззапобіжникового типу МР-3. Але МГ-3 іноді давав передчасні розриви снарядів в стволі гармати. В кінці 1936 р. МГ-3 був замінений підривником МГ-201, який мав більш високу чутливість і миттєвість дії; відцентровий запобіжник, що вилітає, був вилучений. Але все ж підривник МГ-201 не задовольняв вимогам по безпеці, так як самостійно взводився в каналі ствола гармати.
У 1938 р. детонатор був замінений більш чутливим підривником К-6, що безвідмовно спрацьовував при зустрічі з перкалевою обшивкою літаків, і відрізнявся великою швидкодією. Детонатор К-6 мав механізм, що забезпечував його зведення тільки після вильоту снаряда зі ствола гармати (на відстані 0,3-0,5 м від дульного зрізу), що практично виключало випадки передчасного розриву снаряда в стволі гармати.
Незважаючи на численну модернізацію снарядів калібра 20 мм, їх вражаюча дія була досить слабкою. Відразу після війни в СРСР, як і в союзних країнах (Велика Британія та Франція), за рахунок вдосконалення технологій, була збільшена ступінь наповнення 20 мм авіаційних снарядів вибуховою речовиною (в СРСР — вдвічі).
Хоча гармата ШВАК мала ряд недоліків, в роки війни розгорнулося масове виробництво цих гармат. Всього було випущено 100920 гармат.
Виробництво 20-мм гармати ШВАК припинилося 1946 р.
Снаряди 20×99 мм R
| Радянська номенклатура снарядів | Американська номенклатура снарядів | Маса кулі [г] | Дульна швидкість [м/с] | Опис |
| ------------------------------- | ---------------------------------- | ------------- | ---------------------- | --- |
| ОЗ                              | HEI                                | 96.0          | 770                    | з головним детонатором , 2.8 р. вибухової речовини + 3.3 р. запального                                                       |
| ОЗТ                             | HEI-T                              | 96.5          | 770                    | з головним детонатором , 2.8 g вибухової речовини + 3.3 g запального, трассер                                                |
| ОФ                              | HE-Frag.                           | 91.0          | 790                    | з головним детонатором , 6.7 g HE, вибухової речовини, з напівготовими осколками                                             |
| ОФЗ                             | HEI-Frag.                          | 91.0          | 790                    | з головним детонатором, 0.8 р. вибухової речовини + 3.8 р. запального, з напівготовими осколками                             |
| БЗ                              | API-HC                             | 96.0          | 750                    | твердий сталевий сердечник у м'якій оболонці, 2.5 р. запального речовини, в алюмінієвій або бакелітовій балістичної оболонці |
| БЗ                              | API-HC                             | 99.0          | 750                    | як попередній, але з кованим сталевим носом                                                                                  |
| БЗ                              | API                                | 96.0          | 750                    | суцільний сталевий снаряд з кованим носом                                                                                    |
| БЗТ                             | API-T                              | 96.0          | 750                    | як попередній, але з трассером основної порожнини                                                                            |
| ПП                              | TP                                 | 96.0          | 770                    | гримуча суміш в вибухової оболонці                                                                                           |
| ПВП                             | TP-T                               | 96.5          | 770                    | цільноштампований пустотілий з реактивною сумішшю в порожнині                                                                |

## Виробництво
Жоден інший зразок авіаційного гарматного озброєння як в СРСР, так і в інших країнах за всі роки Другої світової війни не може зрівнятися з нею за обсягом виробництва.
- 1942 рік — 34 601
- 1943 рік — 26 499
- 1944 рік — 25 633
- 1945 рік — 13 433
- 1946 рік — 754

## Використання
20-мм гармати ШВАК знайшла широке застосування в радянській авіації і встановлювалася на багатьох типах літаків.
Синхронні і крилові 20-мм установки ШВАК (20-мм гармата, 12,7-мм кулемет) були встановлені на винищувачах І-153П, І-16, І-185, Як-1, Як-7Б, ЛаГГ-3, Ла-5, Ла-7, Пе-3, а в 1943 року було випущено 158 гармат для встановлення на винищувачах Hawker Hurricane на заміну 7,92-мм кулеметів «Браунінг». Дві нерухомі гармати були розміщені на бомбардувальнику Ту-2 і на частині бомбардувальників Пе-2. На перших моделях Іл-2 з літа 1941 р. в крилах встановлювалися дві гармати ШВАК калібру 20 мм з боєзапасом по 200 снарядів на ствол.
Мотор-гармата ШВАК з деякими змінами в 1941–1942 рр. встановлювалася на танках Т-30 (модифікація Т-40) замість 12,7-мм кулемета ДШК, що дозволило істотно збільшити потужність їх вогню і дало можливість ефективно вражати легко — і середньо-броньовані цілі (до 35 мм підкалібровим снарядом), кулеметні точки, протитанкові гармати і живу силу ворога.
Варіант гармати ШВАК-20 під назвою ШВАК-танкова, ТНШ-20 або просто ТНШ (танкова Нудельмана — Шпитального) серійно встановлювався на легких танках Т-60.
Для гармати ТНШ з довжиною ствола 82,4 калібру максимальна дальність стрільби прямою наводкою досягала 2 км. Кілька сот танків Т-60 брали успішну участь у боях під Істрою у грудні 1941 р. під час історичної битви за Москву.
Оборонні турельні установки з 20-мм гарматами ШВАК були встановлені на бомбардувальниках Пе-8 і Ер-2.